# Drepana
Genre
Drepana est un genre d'insectes lépidoptères de la famille des Drepanidae.

## Liste d'espèces
Selon NCBI (9 mai 2010) :
- Drepana arcuata
- Drepana bilineata
- Drepana curvatula (Borkhausen, 1790)
- Drepana falcataria (Linnaeus, 1758) - la Faucille. C'est l'espèce type pout le genre.
- Drepana lacertinaria